# 邻苯二基汞
邻苯二基汞是一种有机汞化合物，化学式为C18H12Hg3。它可由1,2-二(氯汞基)苯或1,2-二(溴汞基)苯和碘化钠反应制得。它和锑加热反应，可以得到邻苯二基锑（Sb2(C6H4)3）。它和锌在四氢呋喃中反应，可以得到溶剂化的邻苯二基锌，这个锌化合物在溶液中为三聚体，结晶时得到二聚体。